# Wyścig Niemiec WTCC

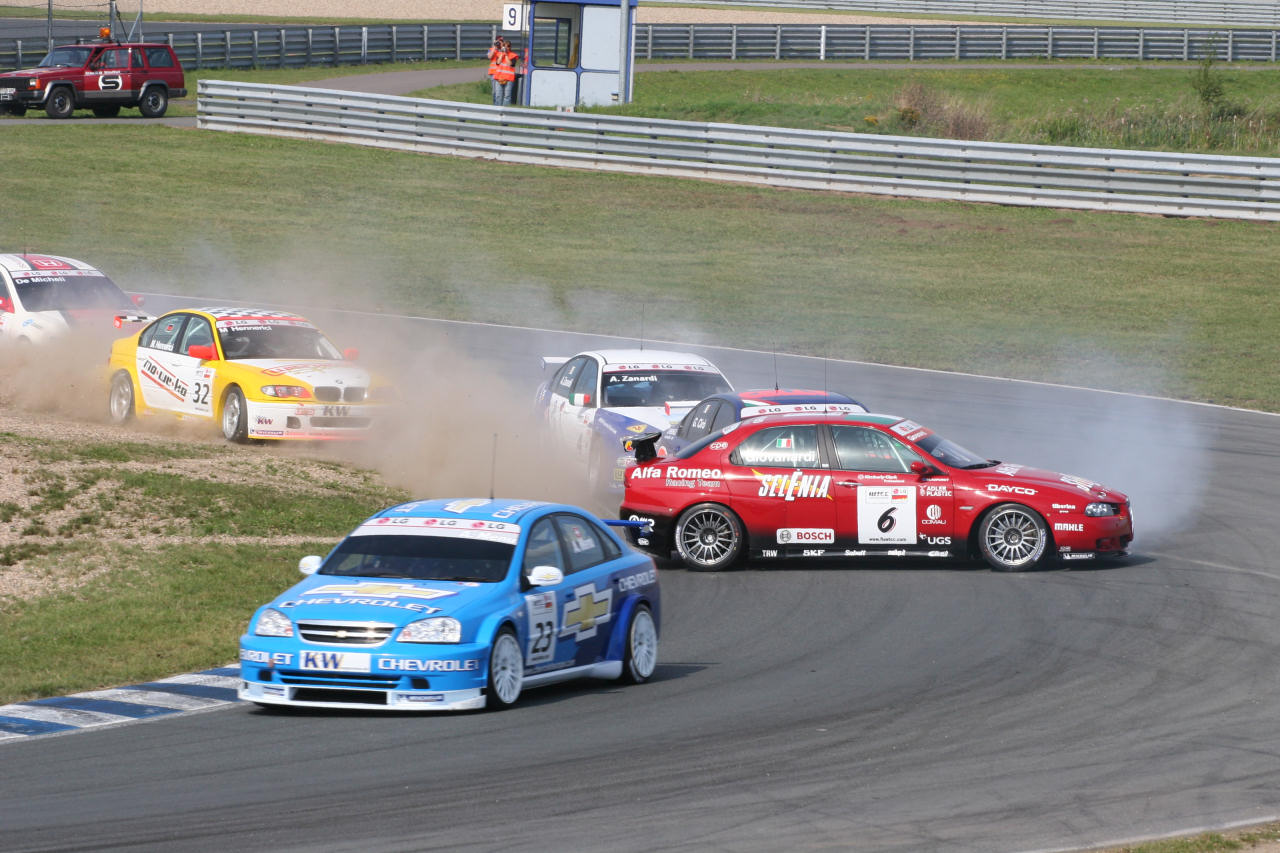
Fabrizio Giovanardi w Alfie Romeo 156 obracający się podczas rundy w 2005

Wyścig Niemiec WTCC – runda World Touring Car Championship rozgrywana w latach 2005–2011 na torze Motorsport Arena Oschersleben we wschodniej części miasta Oschersleben w Niemczech. W 2015 roku runda powróciła do kalendarza. Nowym miejscem rozgrywania stał się historyczny tor Nürburgring Nordschleife.

## Zwycięzcy
| Sezon | Kierowca                     | Samochód         | Zespół                   | Lokalizacja  | Wyniki |
| ----- | ---------------------------- | ---------------- | ------------------------ | ------------ | ------ |
| 2005  | Wyścig 1: Andy Priaulx       | BMW 320i         | BMW Team UK              | Oschersleben | Wyniki |
| 2005  | Wyścig 2: Alessandro Zanardi | BMW 320i         | BMW Team Italy-Spain     | Oschersleben | Wyniki |
| 2006  | Wyścig 1: Andy Priaulx       | BMW 320si        | BMW Team UK              | Oschersleben | Wyniki |
| 2006  | Wyścig 2: Jörg Müller        | BMW 320si        | BMW Team Deutschland     | Oschersleben | Wyniki |
| 2007  | Wyścig 1: Yvan Muller        | SEAT León        | SEAT Sport               | Oschersleben | Wyniki |
| 2007  | Wyścig 2: Augusto Farfus     | BMW 320si        | BMW Team Germany         | Oschersleben | Wyniki |
| 2008  | Wyścig 1: Augusto Farfus     | BMW 320si        | BMW Team Germany         | Oschersleben | Wyniki |
| 2008  | Wyścig 2: Félix Porteiro     | BMW 320si        | BMW Team Italy-Spain     | Oschersleben | Wyniki |
| 2009  | Wyścig 1: Andy Priaulx       | BMW 320si        | BMW Team UK              | Oschersleben | Wyniki |
| 2009  | Wyścig 2: Augusto Farfus     | BMW 320si        | BMW Team Germany         | Oschersleben | Wyniki |
| 2010  | Wyścig 1: Alain Menu         | Chevrolet Cruze  | Chevrolet                | Oschersleben | Wyniki |
| 2010  | Wyścig 2: Andy Priaulx       | BMW 320si        | BMW Team RBM             | Oschersleben | Wyniki |
| 2011  | Wyścig 1: Yvan Muller        | Chevrolet Cruze  | Chevrolet                | Oschersleben | Wyniki |
| 2011  | Wyścig 2: Franz Engstler     | BMW 320 TC       | Liqui Moly Team Engstler | Oschersleben | Wyniki |
| 2015  | Wyścig 1: José María López   | Citroën C-Elysée | Citroën Total WTCC       | Nordschleife | Wyniki |
| 2015  | Wyścig 2: Yvan Muller        | Citroën C-Elysée | Citroën Total WTCC       | Nordschleife | Wyniki |